# سان مارتن تشوكيول
سان مارتن تشوكيول (بالفرنسية: Saint-Martin-Choquel)‏ هي بلدية تقع في إقليم باد كاليه من منطقة نور با دو كاليه في شمال فرنسا. تبلغ مساحة هذه المدينة 6.18 (كم²)، وترتفع عن سطح البحر 100 م، يبلغ عدد سكانها 444 نسمة حسب إحصاء المعهد الوطني للإحصاء والدراسات الاقتصادية سنة 2009 م. وترأس Marcel Sailly البلدية خلال فترة (2008-2014).